# شاپرک‌های جگن‌خوار
شاپرک‌های جگن‌خوار (نام علمی: Glyphipterigidae) نام یک تیره از بالاخانواده پنهان‌خواران است.